# Goomalling Shire
Koordinaten: 31° 18′ S, 116° 49′ O

Das Shire of Goomalling ist ein lokales Verwaltungsgebiet (LGA) im australischen Bundesstaat Western Australia. Das Gebiet ist 1837 km² groß und hat etwa 1000 Einwohner (2016).
Goomalling liegt im westaustralischen "Weizengürtel" im Zentrum des Staates etwa 120 km nordöstlich der Hauptstadt Perth. Der Sitz des Shire Councils befindet sich in der Ortschaft Goomalling, wo etwa 500 Einwohner leben (2016).

## Verwaltung
Der Goomalling Council hat neun Mitglieder. Die Mitglieder werden von den Bewohnern der vier Wards (vier aus dem Town Ward, je zwei aus North und Sout Ward, einer aus dem Central Ward) gewählt. Aus dem Kreis der Councillor rekrutiert sich auch der Ratsvorsitzende und President des Shires.